# Kimberley Walsh
Pour les articles homonymes, voir Walsh.
Kimberley Jane Walsh, née le 20 novembre 1981 à Bradford, est une chanteuse et actrice anglaise. Elle fait partie du groupe pop anglais Girls Aloud créé le 20 novembre 2002 dans l'émission de ITV Popstar the rivals.
Elle est fiancée à Justin Scott, ex-chanteur du groupe Triple 8, depuis 2002.
Kimberley Jane Walsh est née à Bradford dans le West Yorkshire,en Angleterre, de Diane et John Walsh
Elle a grandi avec sa sœur ainée Sally, son frère cadet Adam et sa petite sœur Amy dans la banlieue d'Allerton.